# Xã Sanborn, Michigan
Xã Sanborn (tiếng Anh: Sanborn Township) là một xã thuộc quận Alpena, tiểu bang Michigan, Hoa Kỳ. Năm 2010, dân số của xã này là 2.116 người.